# Noel Hansson
Noel Hansson, född 6 september 2003, är en svensk fotbollsspelare. Noel Hansson är brorson till Petter Hansson.

## Karriär
Noel Hansson spelade ungdomsfotboll i Sunnersta AIF och IK Sirius.
Den 8 november 2020 gjorde Hansson sin allsvenska debut för IK Sirius, då han stod för ett inhopp i 0-4-förlusten mot Malmö FF. I samma match gjorde lagkamraten Samuel Wikman sin allsvenska debut medan resultatet innebar att Malmö FF blev svenska mästare.
I början av 2023 flyttade Hansson till USA för att spela collegefotboll.

## Statistik
Uppdaterad 9 april 2021
| Klubb              | Säsong             | Liga               | Liga    | Liga | Nationell cup | Nationell cup | Ligacup | Ligacup | Internationell cup | Internationell cup | Övrigt  | Övrigt | Totalt  | Totalt |
| Klubb              | Säsong             | Division           | Matcher | Mål  | Matcher       | Mål           | Matcher | Mål     | Matcher            | Mål                | Matcher | Mål    | Matcher | Mål    |
| ------------------ | ------------------ | ------------------ | ------- | ---- | ------------- | ------------- | ------- | ------- | ------------------ | ------------------ | ------- | ------ | ------- | ------ |
| IK Sirius          | 2020               | Allsvenskan        | 1       | 0    | 0             | 0             | -       | -       | -                  | -                  | -       | -      | 1       | 0      |
| IK Sirius          | 2021               | Allsvenskan        | 0       | 0    | 0             | 0             | -       | -       | -                  | -                  | -       | -      | 0       | 0      |
| Totalt i karriären | Totalt i karriären | Totalt i karriären | 1       | 0    | 0             | 0             | 0       | 0       | 0                  | 0                  | 0       | 0      | 1       | 0      |